# The Twist
«The Twist» es una canción pop estadounidense escrita y lanzada originalmente a principios de 1959 (grabada el 11 de noviembre de 1958) por Hank Ballard y The Midnighters como el lado B del disco "Teardrops on Your Letter". La versión de Ballard fue un éxito moderado en 1960, alcanzando el número 28 en el Billboard Hot 100.
La versión de la canción de Chubby Checker en 1960 dio origen a la moda del Twist. Su sencillo se convirtió en un éxito, alcanzando el número 1 en el Billboard Hot 100 el 19 de septiembre de 1960, donde se mantuvo durante una semana, estableciendo un récord como la única canción que alcanzó el número 1 en dos carreras de desfiles de éxitos diferentes cuando resurgió y superó el popular desfile de éxitos nuevamente durante dos semanas a partir del 13 de enero de 1962.
En 1988, «The Twist» volvió a ser popular debido a una nueva grabación de la canción de The Fat Boys con Chubby Checker. Esta versión alcanzó el número 2 en el Reino Unido y el número 1 en Alemania. En 2014, la revista Billboard declaró la canción como el "mayor éxito" de la década de 1960 y de todos los tiempos.